# Oncidium leucochilum
Oncidium leucochilum  es una especie de orquídea epifita. Es nativa del sudeste de México y Guatemala.

## Descripción
Es una orquídea epífita de gran tamaño, que prefiere el clima fresco al cálido con pseudobulbos sovoides a ovoide elipsoides, comprimidos y 2 a 3 costillas en cada lado rodeados por varias vainas escariosas. Tienen 2 hojas, apicales, liguladas, coriáceas, conduplicadas en la base, y obtusas. Florece desde la primavera hasta el otoño de una sola inflorescencia axilar de 30 a 360 cm de largo, panículada con muchas flores  de tamaño variable, ceráceas, de larga duración y fragantes.

## Distribución y hábitat
Es una epífita de gran tamaño, que prefiere el clima fresco al cálido y se encuentra en los árboles en los bosques secos o húmedos, a una altitud de 2000 metros de México, Guatemala y Honduras.  

## Sinonimia
- Oncidium digitatum Lindl. (1842)
- Oncidium polychromum Scheidw. (1844)
- Cyrtochilum leucochilum Planch. (1849)
- Oncidium leucochilum var. digitatum (Lindl.) Lindl. (1855)
- Oncidium leucochilum f. speciosum Regel (1873)[1]